# Takeshi Ono
Takeshi Ono (大野 毅 Ōno Takeshi?,  nacido el 22 de noviembre de 1944) es un exfutbolista japonés que se desempeñaba como defensa.
Ono jugó 3 veces para la Selección de fútbol de Japón entre 1965 y 1971.

## Trayectoria

### Clubes
| Club            | País  | Año         |
| --------------- | ----- | ----------- |
| Toyo Industries | Japón | 1967 - 1976 |

### Selección nacional
| Selección | País  | Año         |
| --------- | ----- | ----------- |
| Absoluta  | Japón | 1965 - 1971 |

## Estadística de equipo nacional
| Selección de Japón | Selección de Japón | Selección de Japón |
| Año                | Part.              | Goles              |
| ------------------ | ------------------ | ------------------ |
| 1965               | 1                  | 0                  |
| 1966               | 0                  | 0                  |
| 1967               | 0                  | 0                  |
| 1968               | 0                  | 0                  |
| 1969               | 0                  | 0                  |
| 1970               | 0                  | 0                  |
| 1971               | 2                  | 0                  |
| Total              | 3                  | 0                  |

## Palmarés

### Títulos nacionales
| Título              | Club                  | País  | Año  |
| ------------------- | --------------------- | ----- | ---- |
| Copa del Emperador  | Universidad de Waseda | Japón | 1963 |
| Copa del Emperador  | Universidad de Waseda | Japón | 1966 |
| Japan Soccer League | Toyo Industries       | Japón | 1967 |
| Copa del Emperador  | Toyo Industries       | Japón | 1967 |
| Japan Soccer League | Toyo Industries       | Japón | 1968 |
| Copa del Emperador  | Toyo Industries       | Japón | 1969 |
| Japan Soccer League | Toyo Industries       | Japón | 1970 |